# Lambert Jacobsz
Lambert Jacobsz (Amsterdam ca 1598 - Leeuwarden 27 juni 1636) was een Nederlands kunstschilder van historiestukken, voorganger bij de doopsgezinden in Leeuwarden, ondernemer en kunsthandelaar.

## Leven
Hij was de zoon van een lakenkoper op de Nieuwendijk en de vader van de in Leiden werkzame schilder Abraham van den Tempel. Hij wordt vermeld als leerling van Peter Paul Rubens in een catalogus van Hoet, 1752, maar de precieze periode van zijn eventuele werkzaamheid in het Rubensatelier is niet bekend. Hij behoorde tot de voor-Rembrandtse schildersgroep (oa. Pieter Lastman, Jan Pynas en Claes Cornelisz. Moeyaert maakten ook deel uit van deze groep). Bij zijn huwelijk in 1620 maakte Vondel een lofdicht. In tegenstelling tot wat vaker wordt beweerd heeft hij geen reis naar Italië ondernomen. In het gedicht dat Vondel wijdde aan het huwelijk van Lambert Jacobsz. met Aecht Anthonisdr. wordt dat met zoveel woorden gezegd:

"Aen den BRUIDEGOM LAMBRECHT JACOBSZ. Met sijn BRVIDT, AECHTJEN ANTHONIS.

Vereenigt Anno 1620. den 28 van Hoymaendt.

De Schilder-kunst die praelt met duysend oude stucken,

Die aen den Tyber als Goddin wordt aengebeen

Van aller Geesten puyck, dat vuyrig derwaerts heen

Zich spoed om met doo stof het leven uyt te drucken:

Dees, hoe aenlockend, kost de sinnen niet verrucken,

Van onse Schilder-geest, die in 't gemoed bestreen

geen doode verw vernoegde, albast noch marmorsteen,

Om een ontloken bloem in 't Nederland te plucken.

Na veel raedslagens hy 't geheimenis dus vraegt:

waer mach myn eega zyn? hoe noemt me dese Maegt?

Aecht glamde ' Heyligdom: dies om nu uyt te kiesen

van duysend Aechten een, keerde onse Bruygom t'huys

En socht sijn troost, sijn helft, sijn Bruyt met druk en kruys,

En in midsomer vond sijn Aecht in 't Hof der Vriesen."

In 1621 verhuisde hij naar Leeuwarden. Jacobsz. werd de leermeester van Jacob Backer en Govert Flinck. Jacobsz hertrouwde met een dochter van de Hoornse geschiedschrijver Theodorus Velius.

## Werk

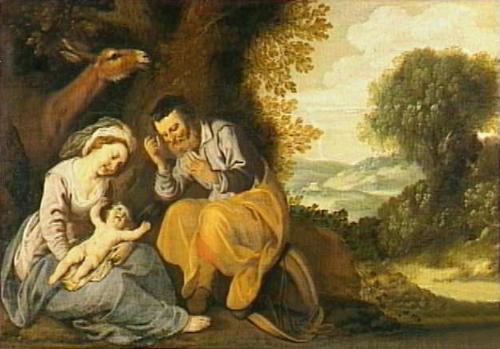
De rust op de vlucht naar Egypte, 1624, Princesshof, Leeuwarden.

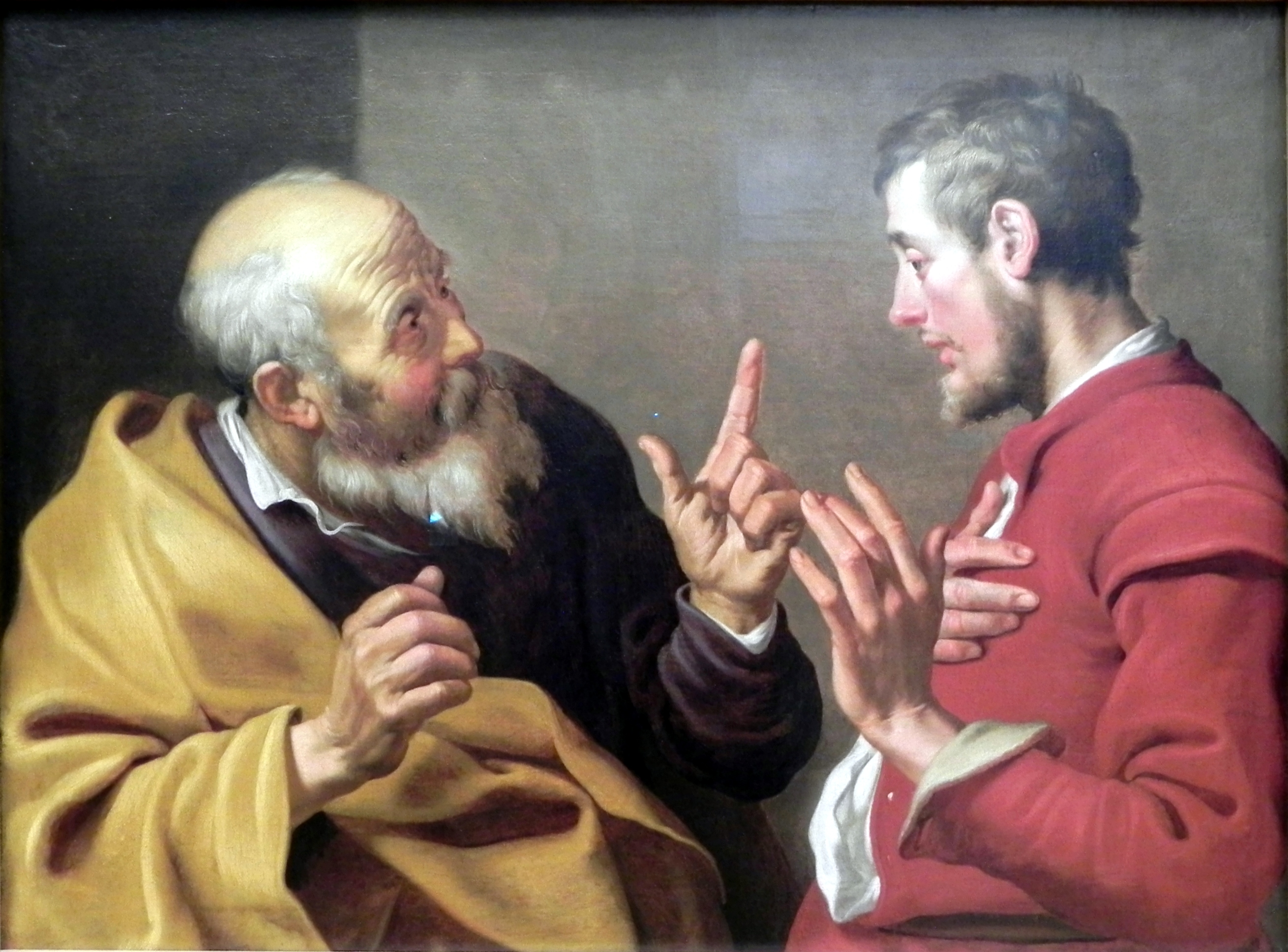
Profeet Elisa en dienaar Gehasi

- De apostel Paulus, 1629, Leeuwarden, Fries Museum
- De vier westerse kerkvaders: Ambrosius, Augustinus, Gregorius, Hiëronymus van Stridon, Leeuwarden, Fries Museum
- Het bezoek van de drie engelen aan Abraham, 1628, Leeuwarden, Fries Museum
- Het bezoek van de drie engelen aan Abraham, Emden, Ostfriesisches Landesmuseum Emden
- De berisping van de ongehoorzame profeet, ca. 1631, Lund, Universiteit van Lund
- Jozef door zijn broers verkocht, 1631, particuliere collectie
- Christus en de Samaritaanse bij de bron, 1635, Johannesburg, Johannesburg Art Gallery
- De ontmoeting van Jacob en Esau, Leiden, Prentenkabinet van de Universiteitsbibliotheek Leiden
- De barmhartige Samaritaan, Amsterdam, Rijksprentenkabinet
- De rust op de vlucht naar Egypte, 1624, Leeuwarden, Princessehof
- Ontmoeting tussen de ongehoorzame profeet en de man van God, Amsterdam, Rembrandthuis (bruikleen van het Rijksmuseum)